# Berlin (Maryland)
Berlin é uma cidade  localizada no estado americano de Maryland, no Condado de Worcester.

## Demografia
Segundo o censo americano de 2000, a sua população era de 3491 habitantes. 
Em 2006, foi estimada uma população de 3787, um aumento de 296 (8.5%).

## Geografia
De acordo com o United States Census Bureau tem uma área de 
5,7 km², dos quais 5,7 km² cobertos por terra e 0,0 km² cobertos por água. Berlin localiza-se a aproximadamente 5 m acima do nível do mar.

## Localidades na vizinhança
O diagrama seguinte representa as localidades num raio de 16 km ao redor de Berlin. 